# Jean d'Eaubonne
Pour les articles homonymes, voir d'Eaubonne.
Jean d'Eaubonne est un chef décorateur français, né le 8 mars 1903 à Talence (Gironde) et mort le 27 juillet 1971 à Boulogne-Billancourt (Hauts-de-Seine).

## Parcours

### Origines
Jean Gabriel Adrien Piston d'Eaubonne naît le 8 mars 1903 à Talence, dans le département de la Gironde.

### Carrière
Jean d'Eaubonne devient chef-décorateur au cinéma en 1930. Sa carrière s'étend sur plus de cent films, jusqu'en 1971, année de sa mort.
Il a travaillé notamment avec Jean Cocteau, Max Ophüls, Christian-Jaque, Jacques Becker, Georges Lautner, et, entre 1957 et 1968, avec plusieurs réalisateurs américains, dont Nicholas Ray, Richard Fleischer, Vincente Minnelli, Stanley Donen…
Il est parfois crédité sur les génériques comme « J.A. d'Eaubonne », « D'Eaubonne » ou encore « Jean-Pierre d'Eaubonne ».

### Mort
Jean d'Eaubonne meurt le 27 juillet 1971 à Boulogne-Billancourt, dans les Hauts-de-Seine.

## Filmographie partielle
- 1929 : Le Perroquet vert de Jean Milva
- 1930 : Le Défenseur d'Alexandre Ryder
- 1930 : Le Sang d'un poète (moyen métrage) de Jean Cocteau
- 1931 : Le Juif polonais de Jean Kemm
- 1931 : Gagne ta vie d'André Berthomieu
- 1931 : La Ronde des heures d'Alexandre Ryder
- 1931 : Azaïs de René Hervil
- 1932 : Amour et Discipline de Jean Kemm
- 1932 : Les Vignes du Seigneur de René Hervil
- 1932 : Coups de roulis de Jean de La Cour
- 1932 : Pour un sou d'amour de Jean Grémillon
- 1932 : Le Truc du Brésilien d'Alberto Cavalcanti
- 1933 : Mannequins de René Hervil
- 1933 : Âme de clown de Marc Didier
- 1933 : L'Ami Fritz de Jacques de Baroncelli
- 1934 : Coralie et Compagnie d'Alberto Cavalcanti
- 1934 : La Femme idéale d'André Berthomieu
- 1934 : La Reine de Biarritz de Jean Toulout
- 1934 : Maître Bolbec et son mari de Jacques Natanson
- 1935 : Marie des Angoisses de Michel Bernheim
- 1935 : Les Beaux Jours de Marc Allégret
- 1935 : Le Chant de l'amour de Gaston Roudès
- 1936 : L'Amant de Madame Vidal d'André Berthomieu
- 1936 : Jenny de Marcel Carné
- 1936 : Le Mort en fuite d'André Berthomieu
- 1936 : Anne-Marie de Raymond Bernard
- 1937 : Un déjeuner de soleil de Marcel Cravenne
- 1937 : Les Hommes sans nom de Jean Vallée
- 1937 : La Chaste Suzanne d'André Berthomieu
- 1938 : Légions d'honneur de Maurice Gleize
- 1938 : Trois Valses de Ludwig Berger
- 1938 : Les Gens du voyage de Jacques Feyder
- 1938 : Un de la Canebière de René Pujol
- 1938 : Carrefour de Kurt Bernhardt
- 1939 : La Piste du Nord (ou La Loi du Nord) de Jacques Feyder
- 1940 : De Mayerling à Sarajevo de Max Ophüls
- 1941 : La Nuit de décembre de Kurt Bernhardt
- 1941 : L'Enfer des anges de Christian-Jaque
- 1942 : Une femme disparaît de Jacques Feyder
- 1943 : L'Amour et la Veine de Monty Banks
- 1946 : Étoile sans lumière de Marcel Blistène
- 1946 : Macadam de Marcel Blistène
- 1948 : La Chartreuse de Parme de Christian-Jaque
- 1948 : Impasse des Deux-Anges de Maurice Tourneur
- 1949 : Hans le marin de François Villiers
- 1950 : Orphée de Jean Cocteau
- 1950 : Lady Paname d'Henri Jeanson
- 1950 : La Ronde de Max Ophüls
- 1951 : Olivia de Jacqueline Audry
- 1952 : Casque d'Or de Jacques Becker
- 1952 : La Fête à Henriette de Julien Duvivier
- 1952 : Le Plaisir de Max Ophüls
- 1952 : Plaisirs de Paris de Ralph Baum
- 1953 : Rue de l'Estrapade de Jacques Becker
- 1953 : Jeunes Mariés, de Gilles Grangier
- 1953 : Madame de... de Max Ophüls
- 1953 : Julietta de Marc Allégret
- 1953 : Cet homme est dangereux de Jean Sacha
- 1954 : Touchez pas au grisbi de Jacques Becker
- 1954 : Bonnes à tuer d'Henri Decoin
- 1954 : Mam'zelle Nitouche d'Yves Allégret
- 1955 : Marianne de ma jeunesse de Julien Duvivier
- 1955 : Les Amants du Tage d'Henri Verneuil
- 1955 : Lola Montès de Max Ophüls
- 1955 : L'Affaire des poisons d'Henri Decoin
- 1956 : La mariée est trop belle de Pierre Gaspard-Huit
- 1956 : Paris, Palace Hôtel d'Henri Verneuil
- 1957 : À pied, à cheval et en voiture de Maurice Delbez (maquettiste)
- 1957 : Quand la femme s'en mêle de Marc Allégret
- 1957 : Une manche et la belle d'Henri Verneuil
- 1957 : Amère Victoire (Bitter Victory) de Nicholas Ray
- 1958 : Montparnasse 19 (ou Les Amants de Montparnasse) de Jacques Becker
- 1958 : Christine de Pierre Gaspard-Huit
- 1958 : Qu'est-ce que maman comprend à l'amour ? (The Reluctant Debutante) de Vincente Minnelli (directeur artistique)
- 1959 : Nina de Jean Boyer (maquettiste)
- 1959 : Une jeune fille un seul amour (Katia) de Robert Siodmak
- 1959 : Suspense au Deuxième Bureau de Christian de Saint-Maurice
- 1960 : Drame dans un miroir (Crack in the Mirror) de Richard Fleischer (directeur artistique)
- 1960 : Les Magiciennes de Serge Friedman
- 1961 : Les Vierges de Rome (Le vergini di Roma) de Carlo Ludovico Bragaglia et Vittorio Cottafavi
- 1961 : Le Grand Risque (The Big Gamble) de Richard Fleischer (directeur artistique)
- 1961 : L'Affaire Nina B. de Robert Siodmak
- 1961 : Madame Sans-Gêne de Christian-Jaque
- 1963 : Charade de Stanley Donen (directeur artistique)
- 1964 : Deux têtes folles (Paris, when it sizzles) de Richard Quine (directeur artistique)
- 1965 : Lady L de Peter Ustinov
- 1966 : Galia de Georges Lautner
- 1966 : Avec la peau des autres de Jacques Deray
- 1967 : Johnny Banco d'Yves Allégret
- 1967 : Custer, l'homme de l'ouest (Custer on the West) de Robert Siodmak (directeur artistique)
- 1968 : La Motocyclette (The Girl on a Motorcycle) de Jack Cardiff (codirecteur artistique)
- 1968 : Le Pacha de Georges Lautner
- 1968 : Fleur d'oseille de Georges Lautner
- 1970 : Elle boit pas, elle fume pas, elle drague pas, mais… elle cause ! de Michel Audiard
- 1971 : La Route de Salina (Road to Salina) de Georges Lautner (création des décors et direction artistique)
- 1971 : Laisse aller... c'est une valse ! de Georges Lautner
- 1971 : Le drapeau noir flotte sur la marmite de Michel Audiard

## Récompenses et distinctions
- Mostra de Venise 1950 : Meilleurs décors pour La Ronde de Max Ophüls.